# 須藤しげる

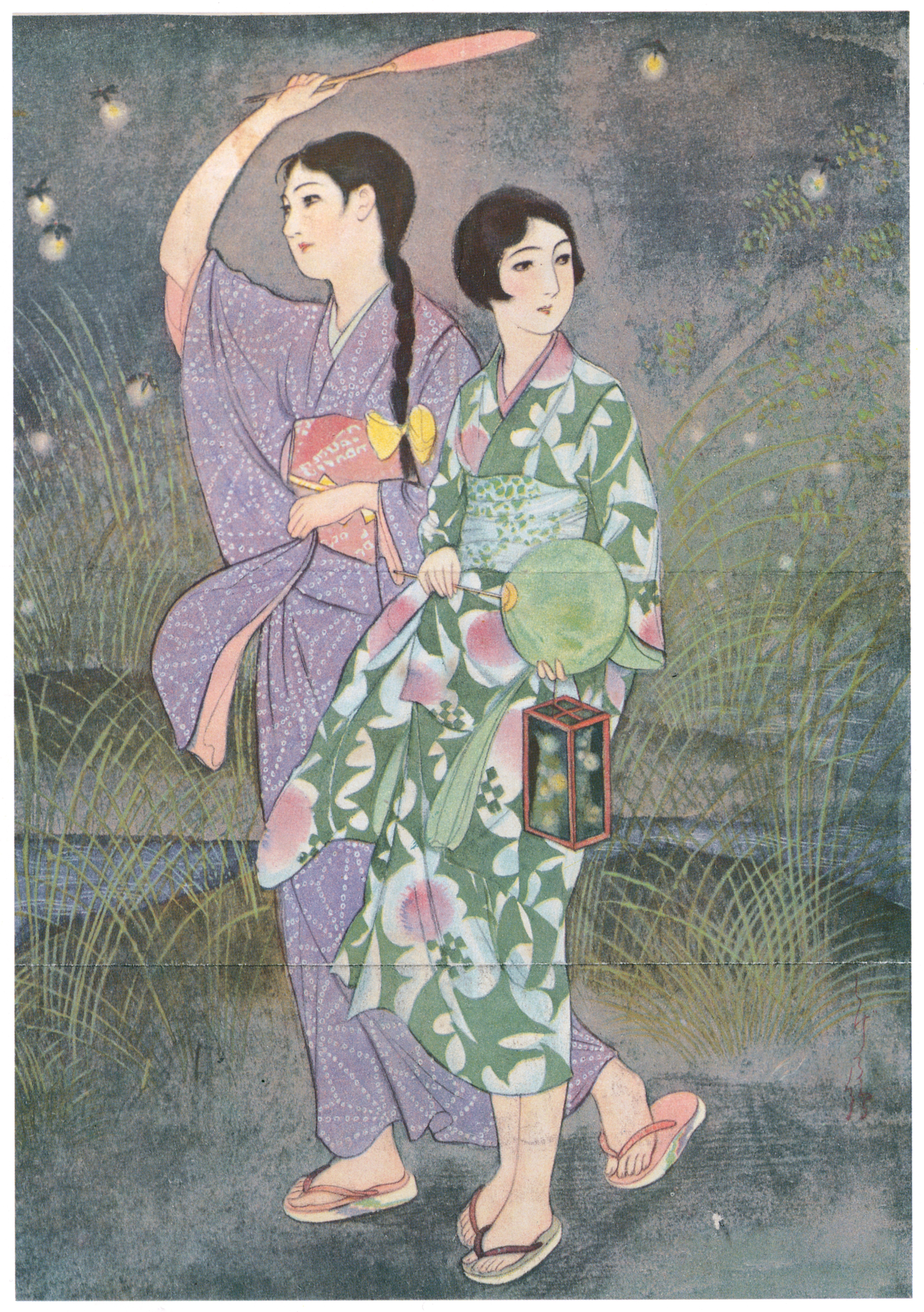
『ほたる狩り』1926年。

須藤しげる（すどう しげる、1898年（明治31年）9月17日 - 1946年（昭和21年）2月3日）は、日本のイラストレーター。愛知県豊田市（旧挙母町）出身。本名は須藤源重（げんじゅう）。本名でも作品を発表。大正時代から昭和時代にかけて多くの雑誌や絵本などに挿絵を描き、抒情画家として活躍した。

## 生涯
彼の生家は代々麩屋を営む商家だった。1904年（明治37年）4月、挙母町尋常小学校（現豊田市立挙母小学校）入学。大人しい少年で、友人と矢作川へ釣りに出かけたり、塩や酒を運ぶ帆船を見に行ったりしていた。こういった彼の少年時代の資料はほとんど残っておらず、彼を直接知る人も今ではほとんどいない。今も、挙母小学校には彼が20歳の時、挙母に戻った際に描いた油絵が掛けられている。
14歳で上京すると、近くに住んでいた縁で、岸田劉生の手ほどきを受ける。初めは油絵に取り組んでいた。彼の書いた油絵作品である「須藤光子像画」（1935年作、豊田市郷土資料館 蔵）では、劉生の特徴である赤色が印象的に描かれており、劉生の影響を受けている。油絵は制作に費用がかかる為、10代後半になると日本画に転向。1916年（大正5年）に中村岳陵に師事。その後も生活は困窮し、生活費を稼ぐ為、雑誌の挿絵などを手がけるようになる。この時代は竹久夢二の全盛時代でもあった。彼は、夢二の大正ロマン画調を引き継ぎながらも、独自の絵の世界を築くようになる。少女倶楽部、少女の友などの少女雑誌で活躍するほか、少年倶楽部、令女界でも絵を発表する。戦前は西條八十の「天使の翼」や少女画報に連載された吉屋信子の「花物語」の雑誌イラストを描いて脚光を浴び人気を博した。雑誌の付録にも彼の絵が全面的に使われたこともある。

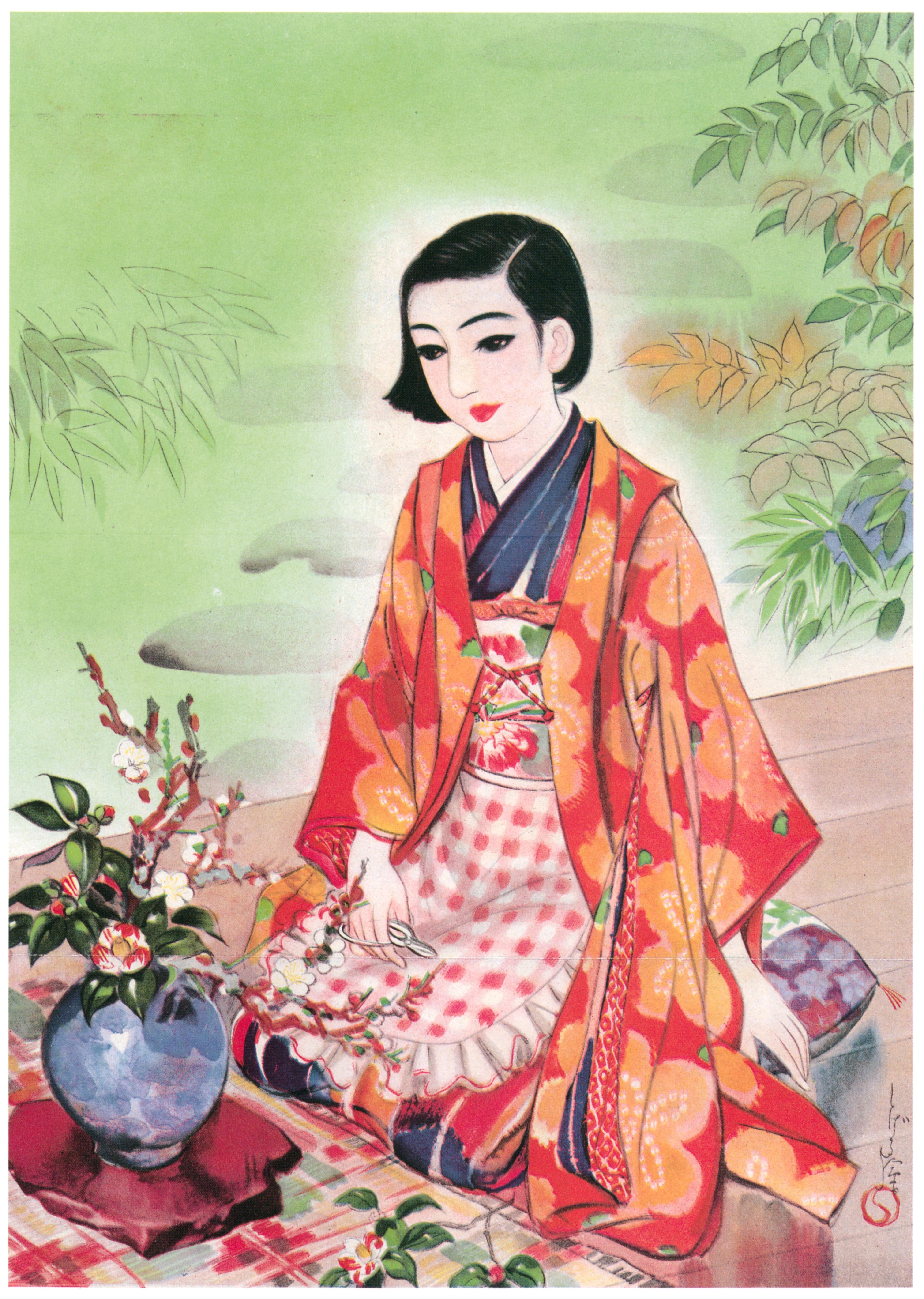
「春のお仕度」1926年（大正15年/昭和元年）
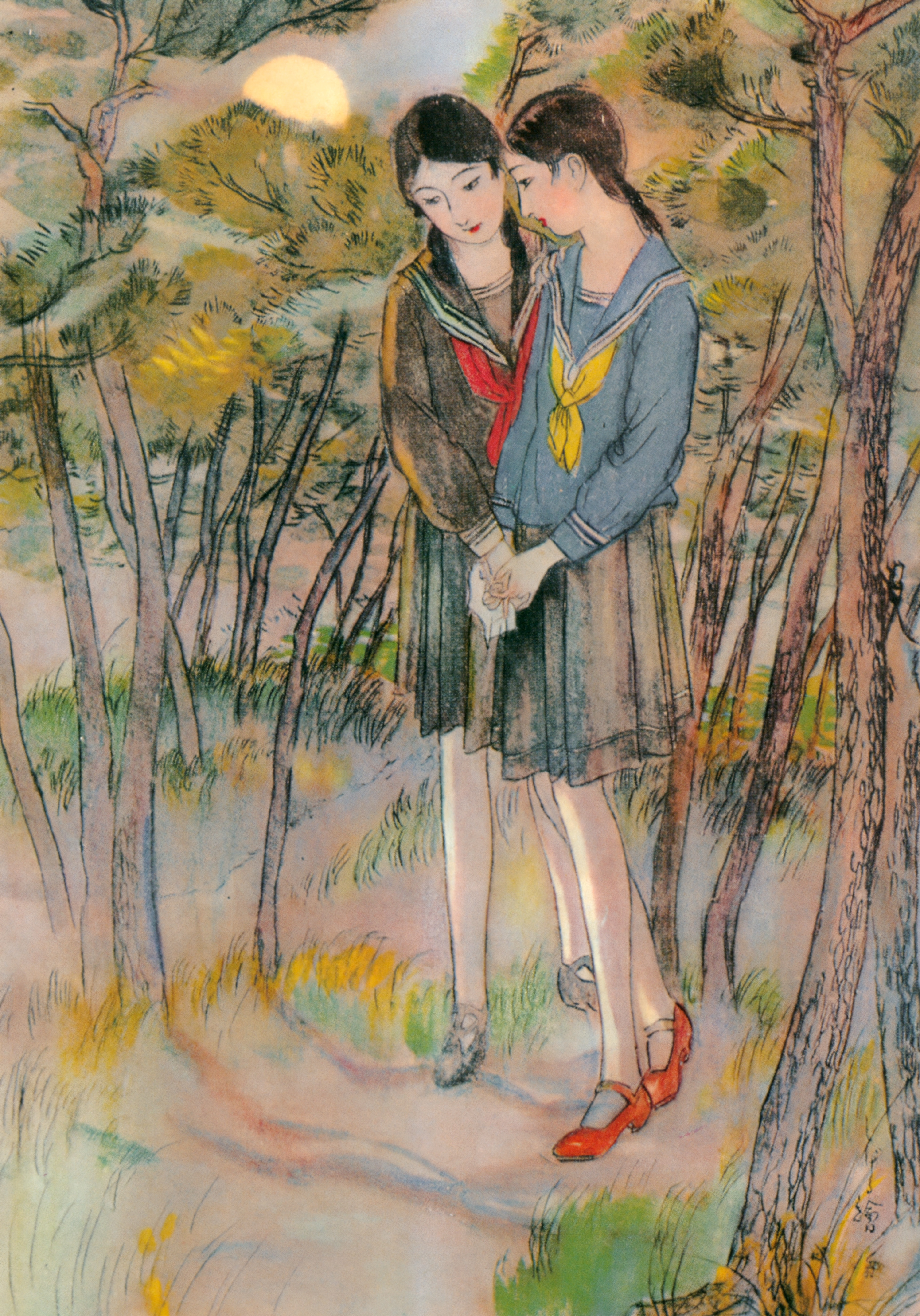
『少女世界』「友情」(1930年〈昭和5年〉)
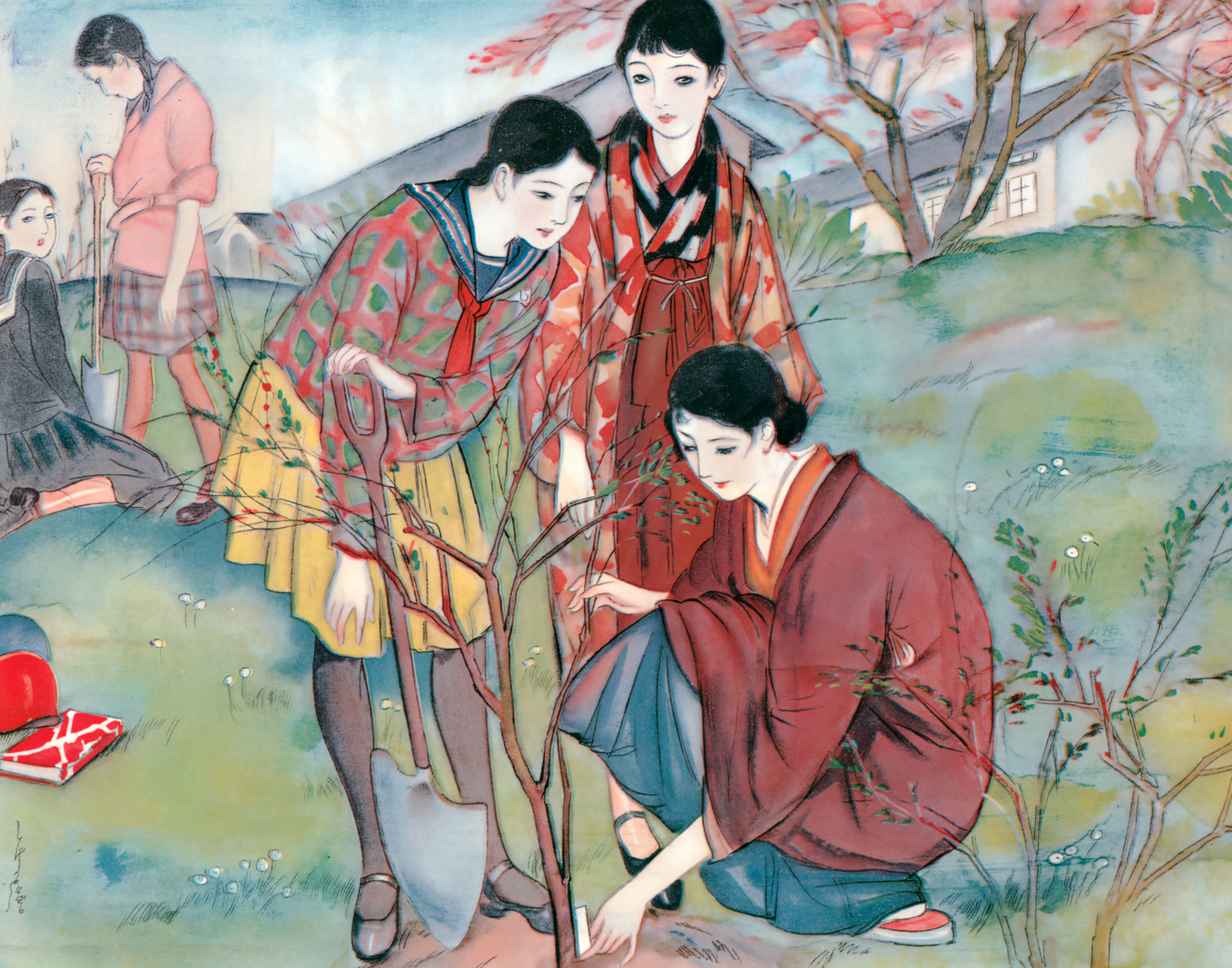
『少女倶楽部』「記念樹」(1931年〈昭和6年〉)

抒情画家として名を馳せた彼は抒情画についてこのように考えていた。
彼の定義する抒情画は、「画家の感情を絵で表現したもの」であり、ただ、物語や詩の内容を説明する挿絵とは明らかに違うもの、と考えていた。
抒情画を描くにあたり、彼が大切にしていたものは「線」である。「線こそが抒情画の最も必要な叙情的要素であり、線に対する感受性の敏感さが抒情画家の命とも言える」と語っている。叙情画家の中には、詩や小説などの文章作品を残した人もいるが、彼はあくまで「画家」として通し、絵を描くことに対しての情熱は生涯持ち続けた。
1946年（昭和21年）に死去。享年48。彼が亡くなる数年前に残した日記の中で、胸が痛くなる病気に悩まされ死を非常に恐れていた事が記されている。
日記には他に「死ぬのはいやだ」「死にたくない」「死ぬもんか」「生きるのだ」「生きてゆくのだ」「もう少し生かして下さい」「神様にも切願する」などが書かれていた。日記の最後には、「自分は絵かきである生き方を少しづつすゝめたい。」とある。彼が画家として抱いていた思いはこの言葉に集約される。また彼は叙情画のみならず、油絵、日本画、デッサンに及ぶまで、ジャンルを問わず絵に向かい、その存在を絵に刻んだ画家である。

## 主な作品
- 『須藤しげる抒情画集』（国書刊行会、1985年(昭和60年)）
- 油彩『かこ川風景』（1919年）けやきの会 編集「主婦の調べた郷土の文化人」より
- 油彩『板倉与五郎氏』（1931年）けやきの会 編集「主婦の調べた郷土の文化人」より
- 油彩『川』（1919年）けやきの会 編集「主婦の調べた郷土の文化人」より